# Brangolí
Brangolí (oficialment Brangoly, en francès) és un llogaret del terme comunal de la comuna alt-cerdana d'Enveig, a la Catalunya del Nord.
El poble està situat a 1.467,2 m alt a la falda sud-occidental de la muntanya de Bell-lloc, a la riba esquerra del Riu de Brangolí, un dels que forma el riu Reür, un dels principals afluents cerdans del Segre. Juntament amb Bena i Feners formava la Muntanya d'Enveig.

## Etimologia
Històricament ha tingut també la forma Vilangolí i, en francès, Braguile. Segons Francesc de Borja Moll, hauria derivat d'un nom de persona, en la denominació inicial "Villa Angolini" (Gramàtica històrica catalana València: PUV, 2006. ISBN 84-370-6412-0 p. 53-54)

## El poble de Brangolí

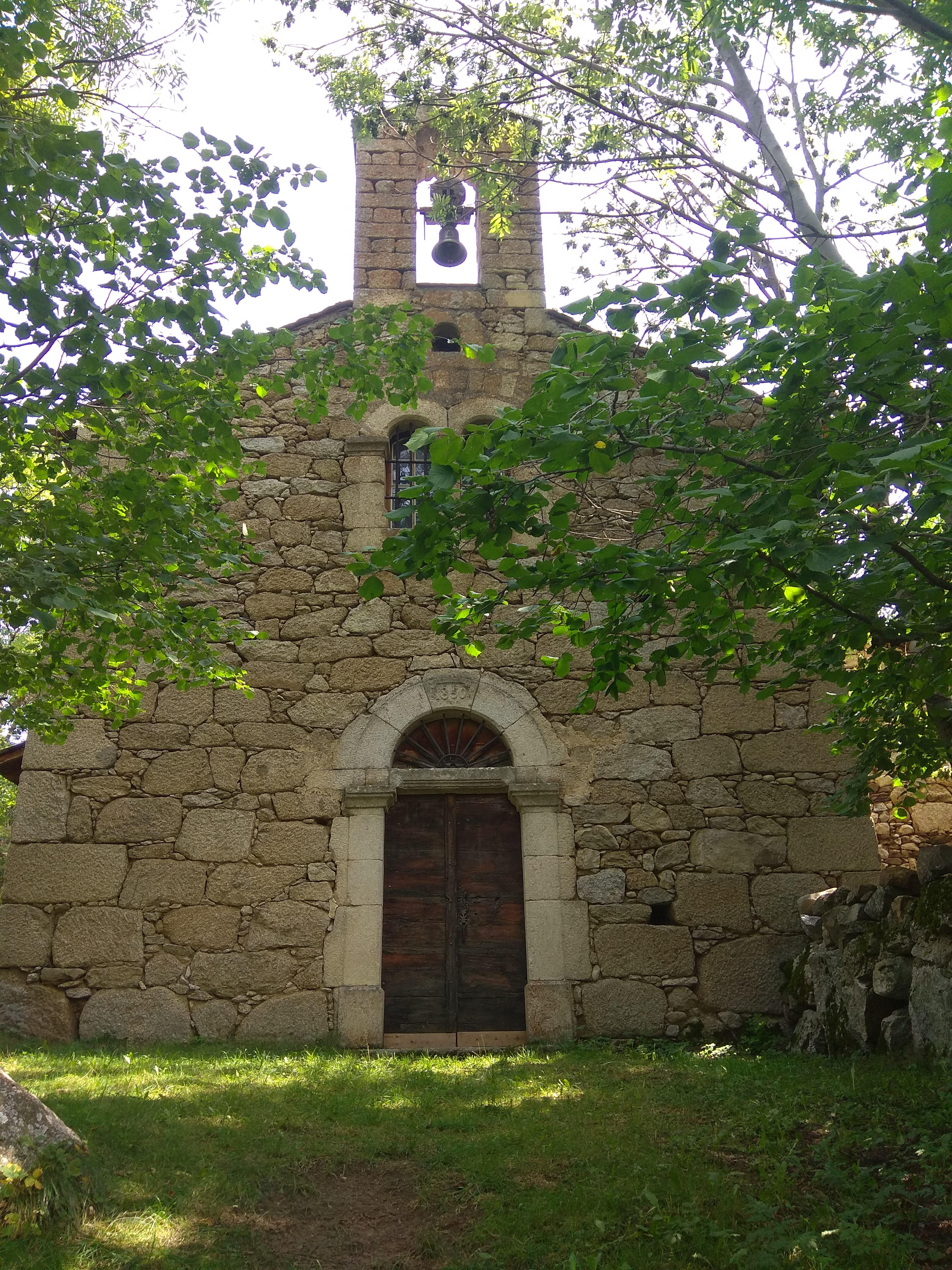
Portalada de l'església de Sant Fruitós de Brangolí

Es tracta d'un vilatge no gaire extens, però amb església pròpia, que havia estat parroquial de Brangolí, Bena i Feners. Dedicada a Sant Fruitós, és d'origen romànic, però va ser considerablement reformada vers l'any 1850.
En el poble es conserven alguns dels noms populars de les cases, com Cal Pal i Cal Ros.
Entre els indrets d'interès de Brangolí destaca especialment el dolmen, situat a prop al sud-oest del poble. També es pot esmentar el nou hotel Chateau de Brangoly, una masia del segle xviii recentment restaurada.

## La llegenda de la fada d'Enveig
Al lloc també es vincula part de l'acció de la llegenda de la fada d'Enveig.